# Chapelle Saint-Georges de Courban
La chapelle Saint-Georges est le principal vestige d'une commanderie templière établie au XIIIe siècle à Courban dans le département de la Côte-d'Or.

## Localisation
La chapelle est située au sein de la ferme de la commanderie d'Épailly sur la RD 102 au nord-ouest du chef-lieu de Courban dans le département de la Côte-d'Or en région Bourgogne-Franche-Comté.

## Historique
Principal vestige d’une commanderie templière datée de 1209 cette chapelle est construite au XIIIe siècle. Lors du procès de l'ordre du Temple, sous Philippe le Bel, deux des frères, Guillaume de Bissey et Simon de Courban, déclarent y avoir été reçus dans l'Ordre lorsque Hugues de Villers en était commandeur. Elle est fortement remaniée au siècle suivant par les Hospitaliers qui fortifient l’établissement pour y installer le prieuré de Champagne.
Vendue comme bien national à la Révolution puis utilisée comme grange agricole, la chapelle est inscrite à l’inventaire des monuments historiques depuis le 7 décembre 1925  et sa restauration est en cours.

## Architecture et description
L’édifice long de 31 m, large de 10 m et d'une hauteur sous voûte de 10,50 est construit en pierre calcaire et moellons. Il est orienté et de plan allongé à nef unique de trois travées avec un chœur à chevet polygonal comportant deux travées probablement tardif. La nef, qui a perdu ses voûtes originelles qui retombaient sur des colonnettes à chapiteaux soutenus par des culs-de-lampe présente une poutraison apparente récente qui soutient une passerelle longitudinale ; seul le chevet a conservé un voûtement sexpartite. La chapelle Saint-Jean, vestige d'une tour édifiée au XVe siècle, s’appuie sur le mur sud. La toiture à longs pans est couverte de tuiles plates. 

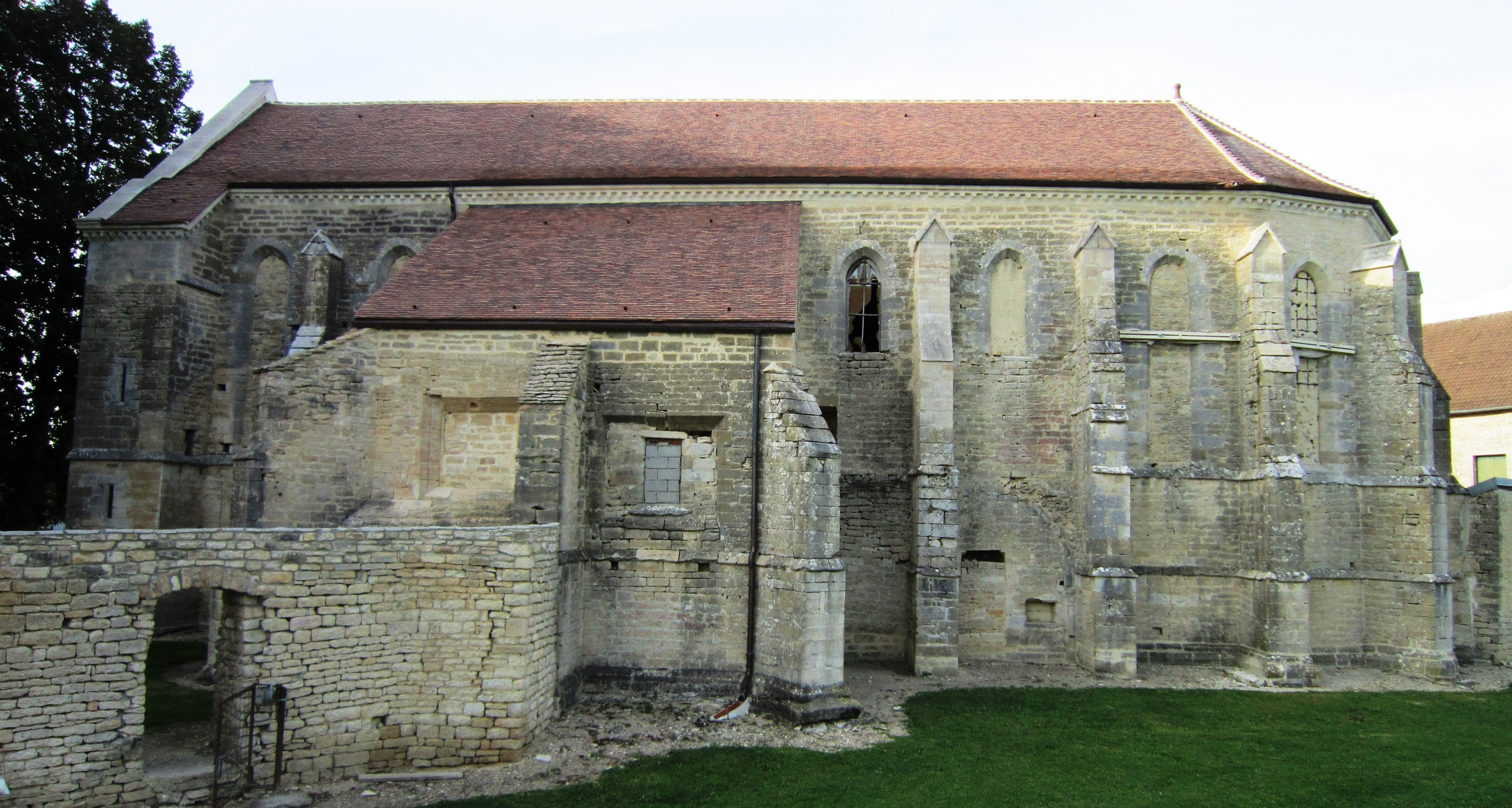
Façade sud et chapelle Saint-Jean
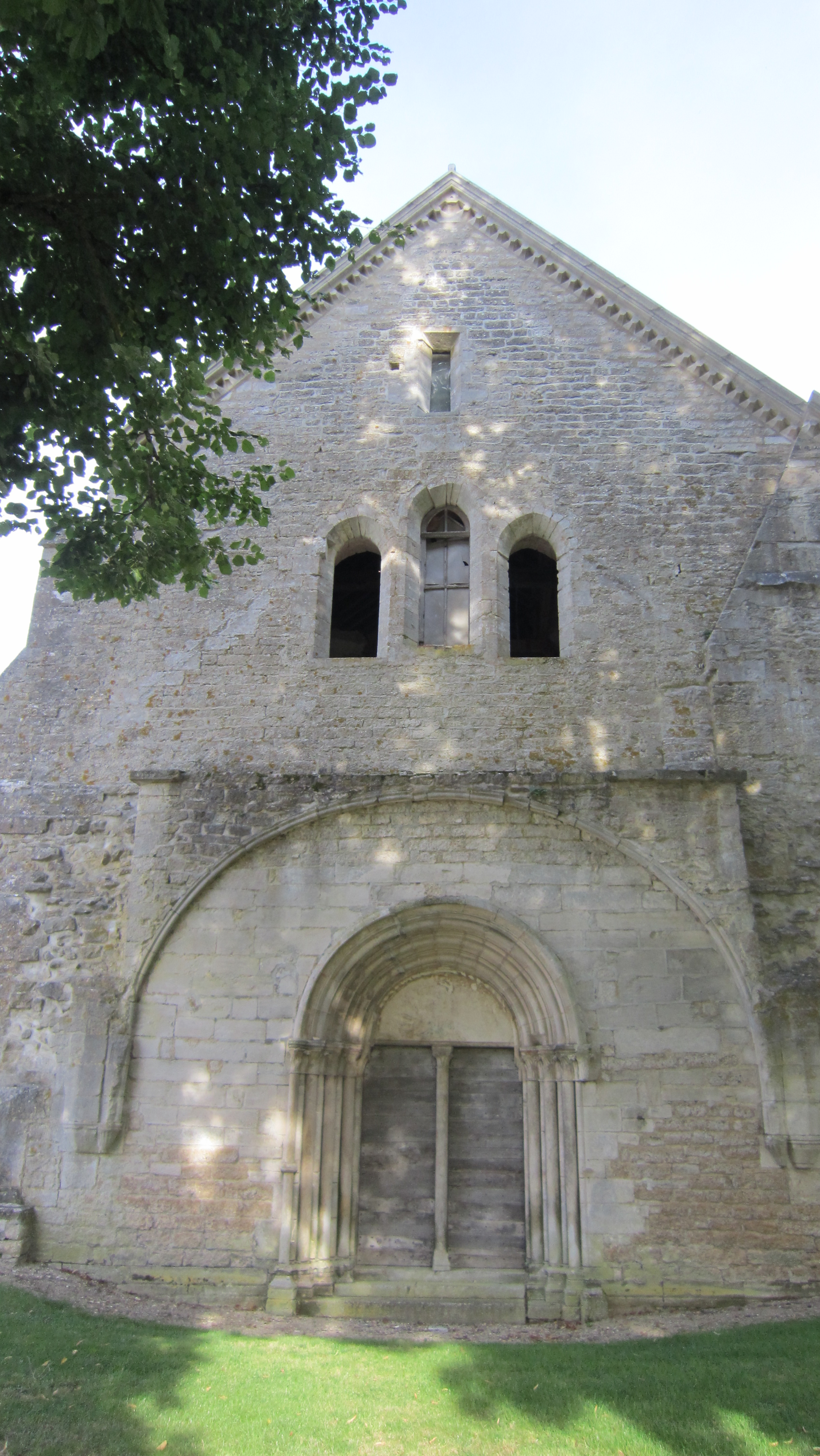
Portail
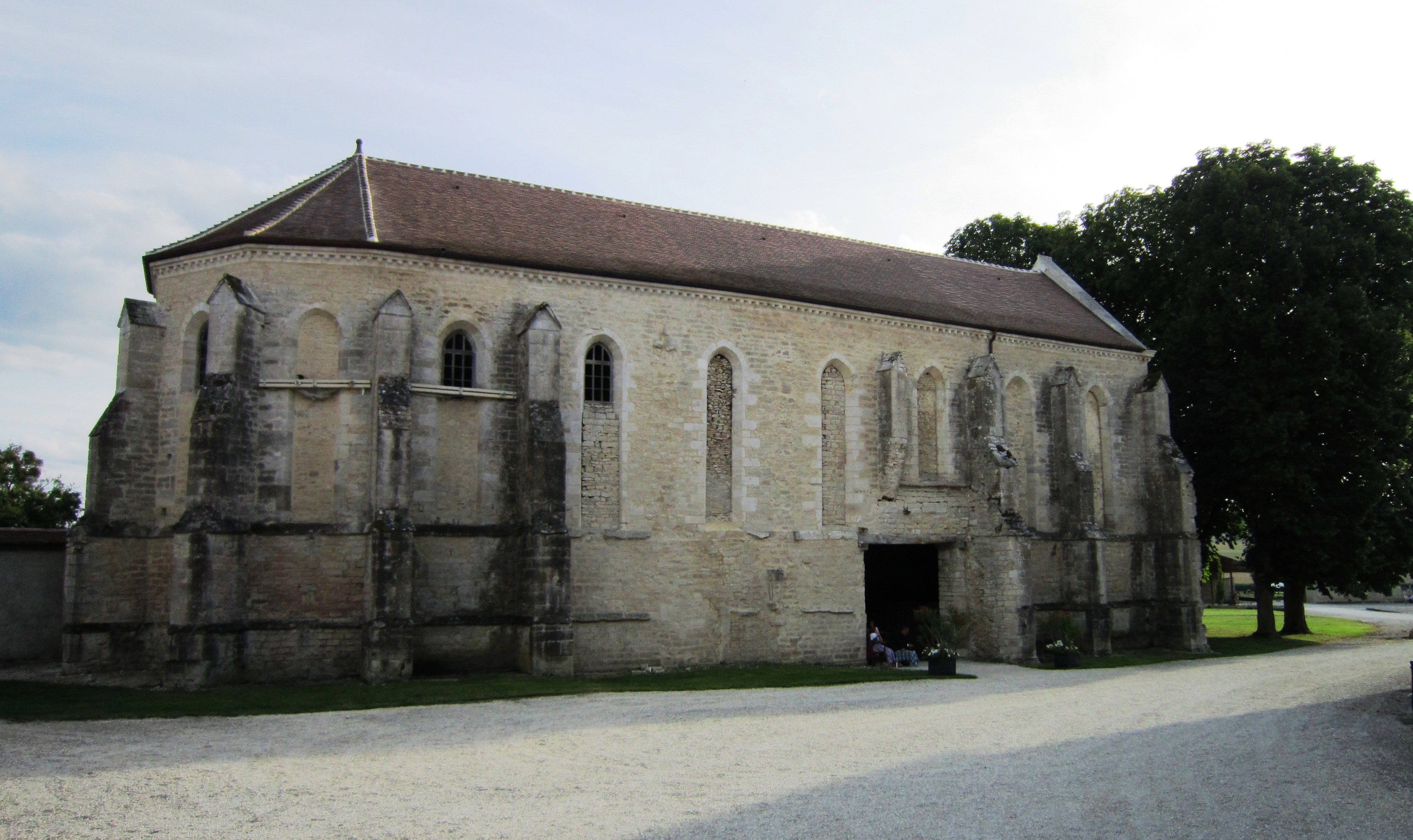
Façade nord et entrée latérale

## Intérieur et mobilier
Longtemps utilisé comme grange agricole, la chapelle a perdu son mobilier. Ses murs présentent encore quelques vestiges d’un décor badigeonné appartenant à deux époques différentes. Le sol actuellement en terre battue a perdu son dallage. Seule la chapelle Saint-Jean percée dans le mur sud présente les vestiges d'un tombeau-autel.

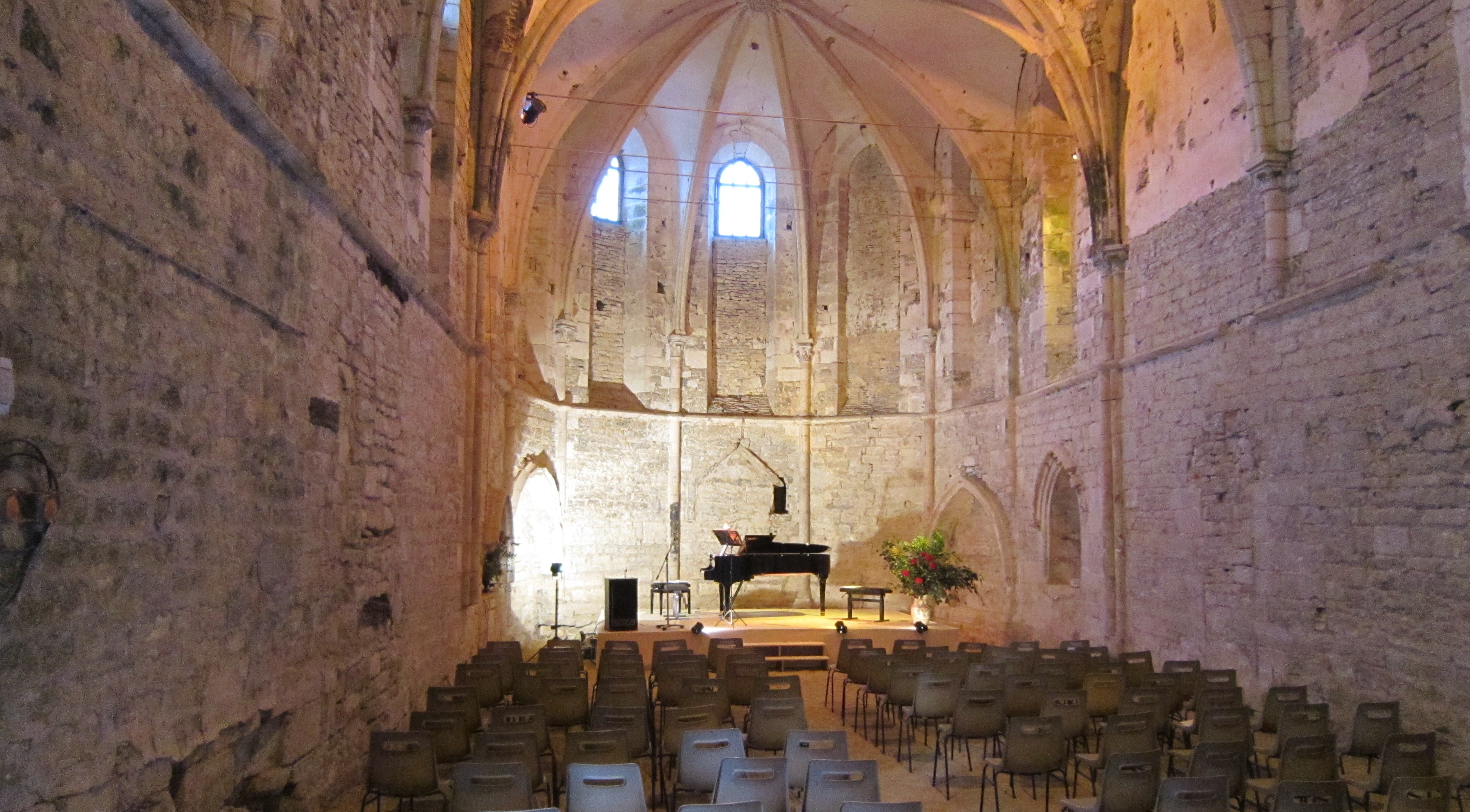
La nef et le chevet
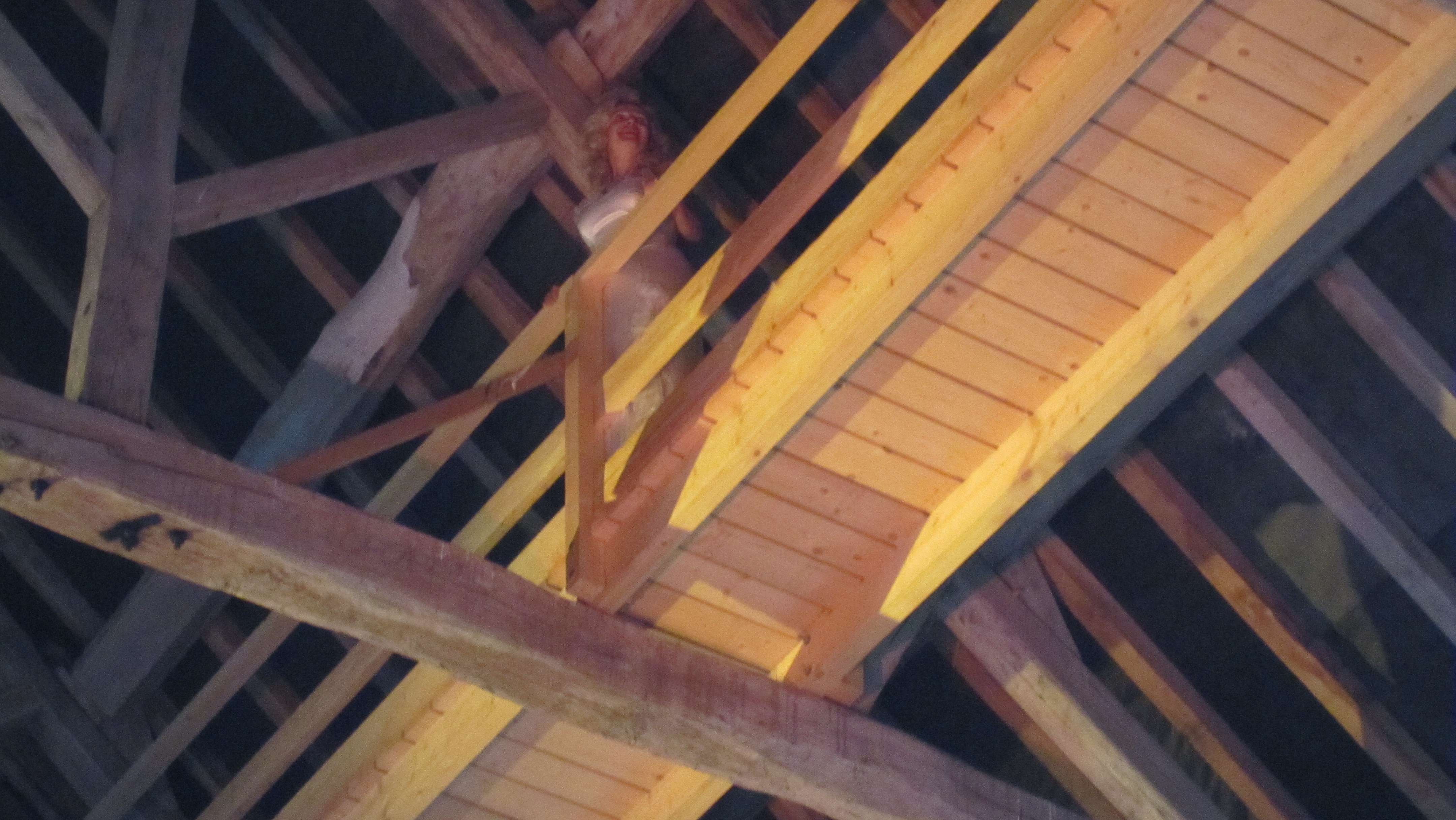
Poutraison de la chapelle d'Epailly
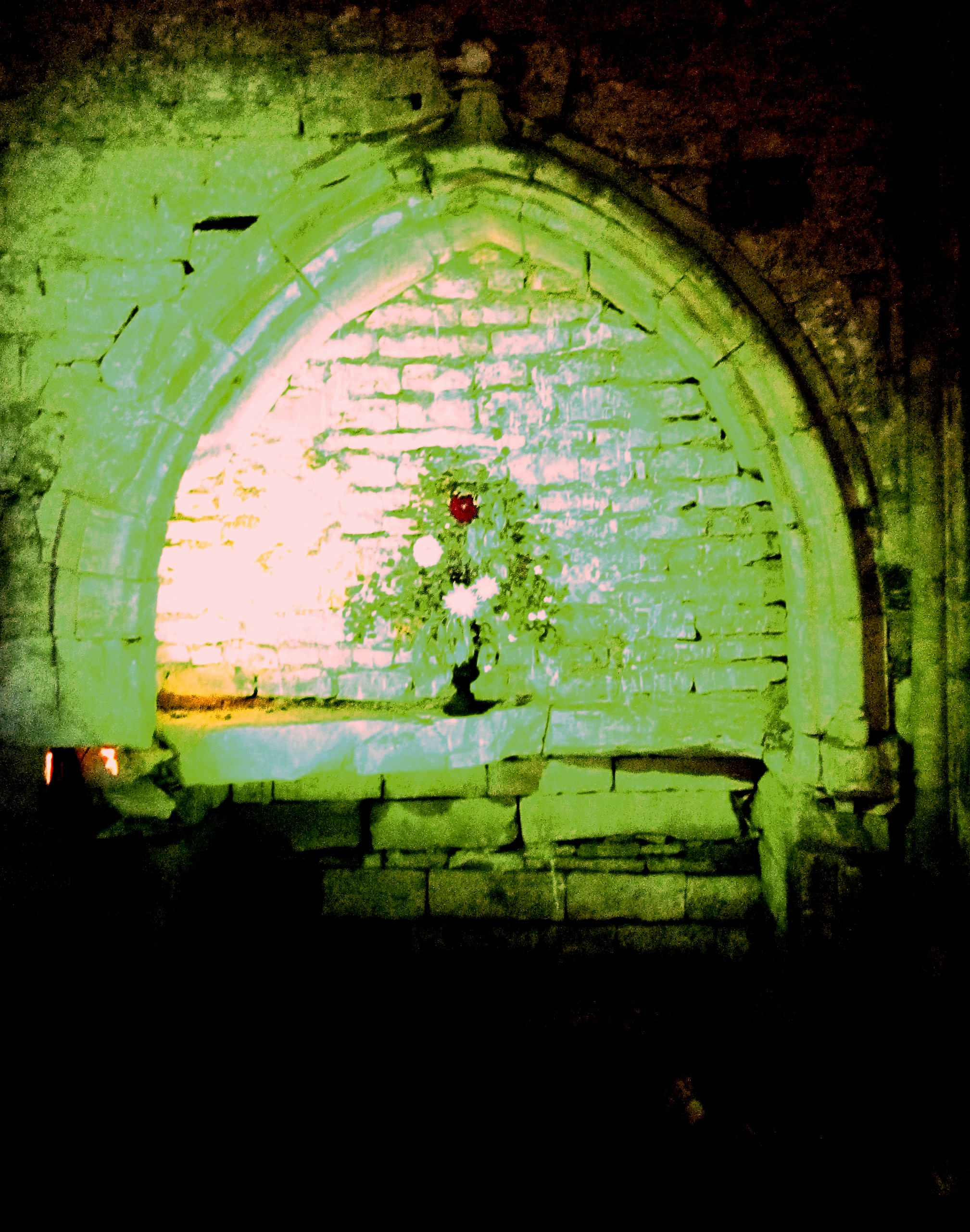
La chapelle Saint-Jean